# Eleccions legislatives portugueses de 1999
Les eleccions legislatives portugueses de 1999 se celebraren el 10 d'octubre i suposaren una nova victòria per majoria relativa del PS i António Guterres fou nomenat pel President de la República novament Primer Ministre de Portugal.

## Resultats
| ' | ' |

| ' | ' |

| ' | ' |

| ' | ' |

| ' | ' |

| ' | ' |

| ' | ' |

| ' | ' |

| ' | ' |

| ' | ' |

| ' | ' |

| ' | ' |

| ' | ' |

| ' | ' |

| ' | ' |

| ' | ' |

| ' | ' |

| ' | ' |

| ' | ' |

| ' | ' |

| ' | ' |

| ' | ' |

| ' | ' |

| ' | ' |

| ' | ' |

| ' | ' |

| ' | ' |

| ' | ' |

| ' | ' |

| ' | ' |